# Bojan Jokić
Bojan Jokić (Kranj, 17 de março de 1986) é um futebolista esloveno que atua como Lateral-Esquerdo e defende o FC Ufa e a seleção eslovena.

## Carreira
Bojan Jokić, começou sua carreira, na equipe de sua cidade natal, Triglav Kranj, depois de bom início, foi para uma força maior do futebol esloveno o Gorica, na equipe conseguiu bom aproveitamento, o que o levou para uma experiência no futebol francês, no Sochaux, onde chegou bem, mas perdeu espaço. Em 2010, foi emprestado para a equipe do vêneto, o ChievoVerona, com opção de compra ao fim do empréstimo e em 21 de maio de 2010, sua compra foi efetuada, sua estreia no Chievo foi no jogo contra o Cagliari, quando entrou aos 45 minutos do segundo tempo no lugar de Sergio Pellissier.

## Seleção nacional
Desde 2004, Jokić atua pela seleção eslovena. Marcou seu primeiro gol, o quarto da Eslovênia, na vitória por 4 a 1 contra a seleção do Qatar, em 3 de março de 2010, em um amistoso. Em 2008, foi convocado pelo técnico Matjaž Kek para disputar as eliminatórias da Copa do mundo, onde dos dez jogos disputados pela Eslovênia no Grupo 3, atuou em sete partidas e a Eslovênia ficou em 2º lugar, atrás da Eslováquia e deve que disputar a repescagem contra a Rússia, onde jogou as duas partidas e sua seleção se qualificou após perder de 2 a 1, em Moscou e ganhar de 1 a 0, em Maribor. Foi convocado e disputou os três únicos jogos da seleção eslovena na Copa do mundo de 2010, já que ela foi eliminada na primeira fase, ficando em 3º lugar no Grupo C, atrás da Inglaterra e do Estados Unidos por apenas um ponto de diferença.

### Gols
| # | Data               | Local                        | Oponente | Placar | Gols | Competição |
| - | ------------------ | ---------------------------- | -------- | ------ | ---- | ---------- |
| 1 | 3 de março de 2010 | Stadion Ljudski vrt, Maribor | Catar    | 4–1    | 1    | Amistoso   |